# Сухуф
Сухуф (араб. صحف, дос. «сувої») — так в ісламській традиції називаються одкровення Аллаха окремим пророкам, що передували пророку Мухаммеду. Віра в послання цих сувоїв є обов’язковою для мусульман

Вважається, що Адамові було послано 10 таких сувоїв, Шиту (біблійний Сет) — 50, Ідрісу (Єнох) — 30, Ібрагіму (Авраам)  — 10. Натомість пророкам Мусі (Мойсей), Даудові (Давид), Ісі (Ісус Христос) та Мухаммеду були послані писання — Таура (Тора), Забур (Псалтир), Інджил (Євангеліє) та Коран